# Museo de Arte Zapopan

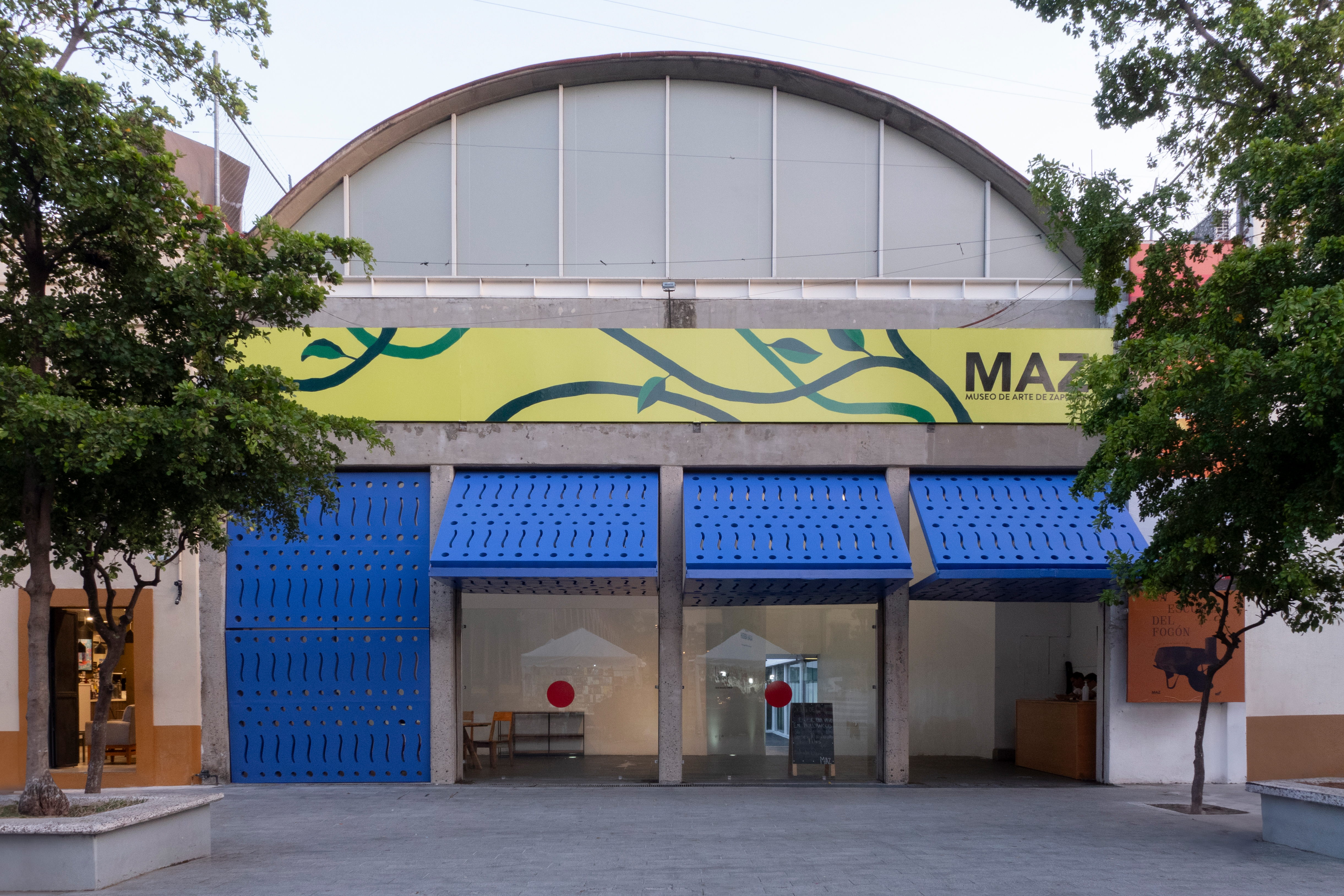
Intervención a la fachada por Hilda Palafox en el marco de su exposición “Hierba mala”, como parte del Programa de Intervenciones en Espacio Público.

El Museo de Arte de Zapopan (MAZ) es un museo público de arte contemporáneo ubicado en el Centro histórico de Zapopan. Depende del Ayuntamiento de Zapopan y fue inaugurado el 2 de agosto de 2002. Es obra de los arquitectos María Emilia Orendáin y Enrique Toussaint, y tiene como misión generar experiencias que fomenten la reflexión y el aprendizaje a través del arte contemporáneo, así como favorecer el diálogo entre lo establecido y las nuevas ideas.

## Historia
El Museo de Arte de Zapopan fue inaugurado oficialmente el 2 de agosto de 2002, tras un proyecto arquitectónico encargado a María Emilia Orendáin y Enrique Toussaint. Desde su apertura, se ha consolidado como la única institución pública en Jalisco dedicada exclusivamente al arte contemporáneo.
El MAZ cuenta con tres salas de exhibición temporales: Juan Soriano, Luis Barragán y Manuel Álvarez Bravo, un auditorio multidisciplinario Juan José Arreola, librería, tienda y una oferta continua de actividades culturales como visitas guiadas, conferencias y ciclos de cine.
Desde febrero de 2013, la historiadora y curadora Viviana Kuri Haddad se desempeña como directora y curadora en jefe del Museo de Arte de Zapopan (MAZ). Adicionalmente, en junio de 2025 fue mencionada como directora de Museos de Zapopan en el marco de invitaciones institucionales a nuevas exposiciones.

## Exposiciones

### Actuales
- Hierba mala, de Hilda Palafox.[4]
- Beyond Behind (Atrás y más allá), de Alicia Kwade y Gregor Hildebrandt (Alemania), inaugurada el 28 de octubre de 2023.[5]
- Uniforme 1/8 Takamura.[6]

### Futuras
- No hay exposiciones futuras anunciadas.

### Recientes destacadas
- La escuela del fogón. Cocinar la revolución en América.[7]
- Mark Bradford, Los de abajo.[8]
- OJOS OBSIDIANOS, de Donna Huanca.[9]
- Año del Usagi, de Leiko Ikemura.[10]
- Poder Blando – Historias de búsqueda.
- Imperios de lo plural, obras de la Colección Fundación de Arte Cisneros Fontanals.[11]
- Belleza: Antídoto y veneno, de Alexander McQueen.[12]
- Francis Alÿs, Fabiola.
- Cerámica Suro: Una historia de colaboración, producción y coleccionismo en el Arte Contemporáneo.
- Viviendo en el limbo y soñando con el paraíso, de Marcel Dzama.
- Un arte sin tutela: Salón Independiente en México, 1968-1971.
- Reconstrucción: Un proyecto de Abraham Cruzvillegas.
- ATOPÍA. Migración, legado y ausencia de lugar.
- My Neighbours, de Artur Zmijewski.
- Vuelta de tuerca, de Mark Mothersbaugh.

### Selección de pasadas
- La Diosa Verde Reloaded.
- Julia y Renata: Moda y transformación.
- Mujer de negro, de D-due.
- Restauración de una pintura mural.
- Blockbuster: cine para exhibiciones.
- Luis Camnitzer. Exposición antológica.
- Ray Smith. El trabajo te hará libre.
- Phantom Sightings: Apariciones fantasmales.
- BMW Art Collection.
- Fotografías de Frida Kahlo.
- Rodin en México.
- Escultura de Jorge Yázpik.
- Cuento del Conejo y el Coyote.
- Abel Quezada: pintura, acuarela y caricatura.

## Actividades
El museo cuenta con diversas actividades tales como:
- Ciclo de cine dentro del marco de actividades de la exposición que se encuentre en exhibición, todos los jueves por la noche
- Día familiar
- Matiné para toda la familia los domingos 12 h
- Visitas guiadas animadas.[13]